# Aertgen Claesz. van Leyden

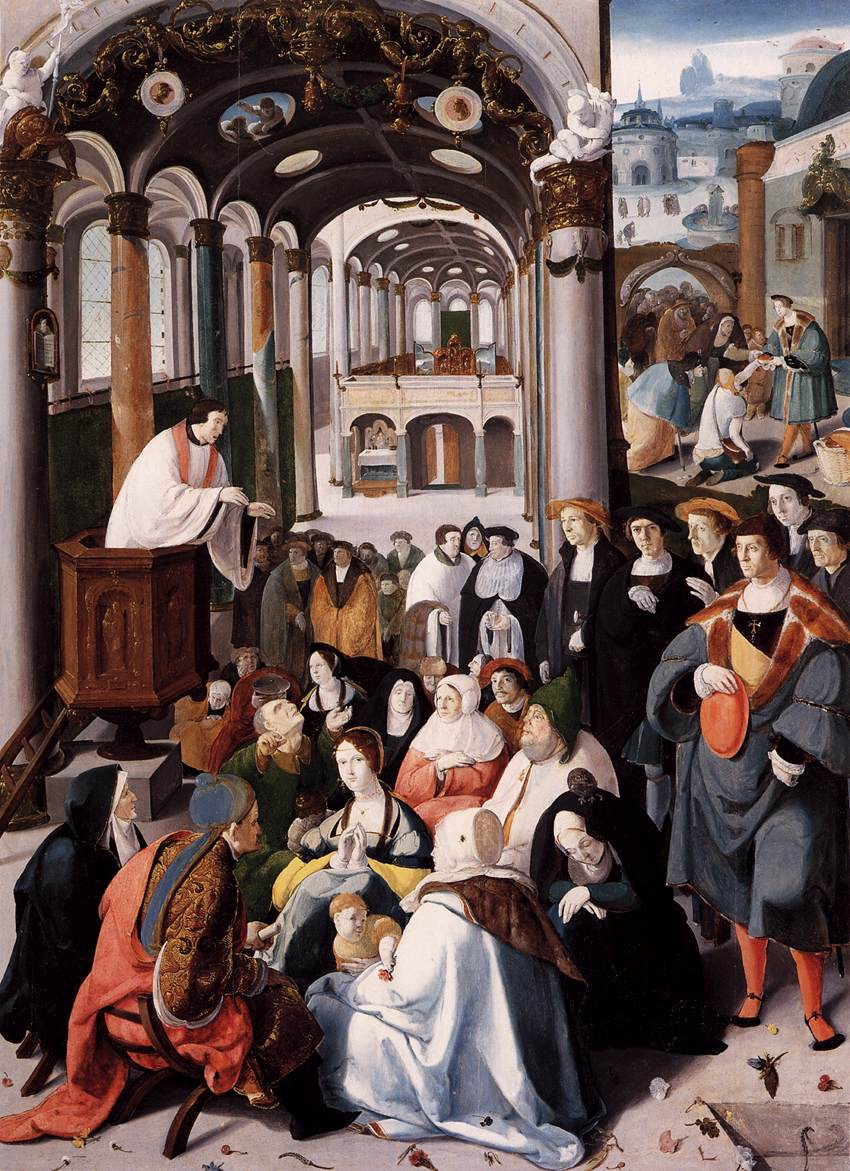
La vocació de sant Antonio, ca. 1530, oli sobre taula, 132,5 x 96,3cm, Ámsterdam, Rijksmuseum.

Aertgen Claesz. van Leyden, també anomenat Aertgen van Leyden o Aert van Leyden (Leiden, ca., 1498 - 1564) fou un dibuixant, dissenyador de vitralls i pintor renaixentista neerlandès.

## Biografia
Fill d'un teixidor, el 1516 es troba documentat com a deixeble de Cornelis Engebrechtsz. De 1521 a 1564 apareix esmentat com a pintor en els registres de Leiden. Segons Karel van Mander, a més de pintar a l'oli, va proporcionar centenars de dibuixos per a vitralls. Va morir accidentalment el 1564, ofegat al canal de Leiden.
Les primeres obres atribuïdes a Aertgen van Leyden demostren la influència del seu mestre, matisada en obres posteriors pel coneixement de la pintura dels manieristes Jan van Scorel, Lucas van Leyden, Frans Floris de Vriendt i Marten Jacobszoon Heemskerk van Veen. També va rebre la influència de Hans Baldung Grien, a qui va poder conèixer en un viatge a Alemanya fet possiblement abans de 1530.
Aquesta diversitat d'influències i canvis d'estil han fet que sigui difícil reconèixer les seves obres, que amb freqüència han estat atribuïdes a altres autors. Solament el descobriment -a la fi de la dècada de 1960- del Tríptic del Judici Final del Museu de Belles Arts de Valenciennes, pintat el 1555 per a la família Montfoort, ha permès reconstruir el seu estil, encara que tentativamente, i assignar-li un reduït nombre d'obres, entre les quals cal esmentar la coneguda com el Sermó o La vocació de sant Antoni del Rijksmuseum d'Amsterdam, i el Retrat d'un donant del Museu Thyssen-Bornemisza, possiblement fragment de Les temptacions de Sant Antoni del Museu Reial de Belles Arts de Bèlgica de Brussel·les.